# Gunārs Priede
Gunārs Priede (ur. 17 marca 1928 w Rydze, zm. 22 grudnia 2000 tamże) – łotewski pisarz i dramaturg oraz reżyser teatralny, z wykształcenia architekt. Uznawany za jednego z najważniejszych łotewskich twórców.   

## Życiorys

### Działalność zawodowa
Urodził się w rodzinie urzędnika. Po ukończeniu szkoły podstawowej nr 10 w Rydze w 1942 roku naukę kontynuował w liceum w Ventspils, które ukończył w 1947 roku. Następnie podjął studia na Wydziale Architektury i Inżynierii Lądowej na Uniwersytecie Łotewskim, które ukończył w 1953 roku. 
W latach 1953–1955 pracował jako sekretarz naukowy w Instytucie Architektury i Budownictwa Akademii Nauk a w latach 1955–1957 jako nauczyciel architektury i budownictwa w Technikum Rolniczym w Rydze.
W latach 1958–1960 był konsultantem ds. dramaturgii w Łotewskim Związku Pisarzy, a następnie pracował w Studiu Filmowym w Rydze (1960–1964) oraz Ministerstwie Kultury (1964–1965). W 1975 roku został członkiem Komitetu Nagrody Państwowej Lenina i ZSRR, w którym działał do 1989 roku. 
Zmarł 22 grudnia 2000 roku. Pochowany został na cmentarzu w Lielvarde.

### Działalność artystyczna
Napisał szereg dramatów oraz opowiadań. W 1967 roku jego sztuka Smaržo sēnes – opowieść o rozczarowaniu ideami socjalizmu – została zakazana i była pierwszą i jedyną zakazaną sztuką łotewską. Po raz pierwszy została  wystawiona w Teatrze Młodzieży dopiero w 1986 roku.
Najbardziej powtarzającym się i dominującym tematem we wszystkich sztukach teatralnych Priede jest jedność i siła rodziny.
W 1967 roku na podstawie opowiadania Četri balti krekli (pol. „Cztery białe koszule”) nakręcono film Elpojiet dziļi (pol. „Oddychaj głęboko”). Dzieło zaliczane jest do łotewskiego kanonu kultury i uznawane za jeden z najpopularniejszych filmów łotewskich.
Priede został odznaczony Orderem Trzech Gwiazd (klasy IV). W 2018 roku w miejscowości Rembate w parku miejskim odsłonięto obiekt ekologiczny „Honorowe krzesło dla Gunarsa Priede”, stworzony przez Aldisa Lambergsa. 